# بیدر شمسو
بیدر شمسو (به عربی: بیدر شمسو) یک روستا در سوریه است که در ناحیه محمبل واقع شده‌است. بیدر شمسو ۷۶۸ نفر جمعیت دارد.